# Alfred Mond
Alfred Moritz Mond, đệ nhất nam tước Melchett, (23 tháng 10 năm 1868 đến ngày 27 tháng 12 năm 1930), được gọi là Sir Alfred Mond, Bt, giữa năm 1910 và 1928, là một nhà tư bản công nghiệp, nhà tài trợ và chính trị gia người Anh. Trong cuộc sống muộn của mình, ông đã trở thành một nhà hoạt động chủ nghĩa phục quốc Do Thái tích cực.

## Tiểu sử
Mond sinh ra ở Farnworth, Widnes, Lancashire, Anh, con trai của Ludwig Mond, một nhà hóa học và nhà công nghiệp đã di cư từ Đức và Frieda, Friede, née Löwenthal, cả hai đều là người Do Thái. Ông được học tại Cheltenham College và St. John's College, Cambridge nhưng đã thất bại trong chuyến công du khoa học tự nhiên của mình. Sau đó ông học luật tại Đại học Edinburgh và được gọi đến hội luật sư Inner vào năm 1894.

## Sự nghiệp kinh doanh
Sau đó ông tham gia công việc kinh doanh của cha, Brunner Mond & Company làm giám đốc, sau đó trở thành giám đốc điều hành của công ty. Ông cũng là giám đốc điều hành của công ty khác của cha ông là Công ty Nick Mond. Các giám đốc khác bao gồm các công ty của Tập đoàn Nickel quốc tế của Canada, Ngân hàng Westminster và Tập đoàn Đầu tư tài chính công nghiệp. Thành tựu kinh doanh chính của ông là vào năm 1926 làm việc để tạo ra sự sáp nhập của bốn công ty riêng biệt để tạo thành Công ty Hóa chất Hoàng gia (ICI), một trong những tập đoàn công nghiệp lớn nhất thế giới vào thời đó. Ông trở thành chủ tịch đầu tiên của công ty mình.

## Sự nghiệp chính trị
Mond cũng tham gia chính trị và từng là nghị sĩ tự do của Quốc hội cho Chester từ năm 1906 đến năm 1910, cho Swansea từ năm 1910 đến năm 1918 và cho Swansea West từ năm 1918 đến năm 1923. Ông phục vụ trong chính phủ liên minh của David Lloyd George với tư cách là Ủy viên Hội đồng Tác phẩm Từ 1916 đến 1921 và là Bộ trưởng Bộ Y tế (có ghế trong nội các) từ năm 1921 đến 1922. Sau đó, ông chuyển sang đảng và đại diện cho Carmarthen từ năm 1924 đến năm 1928, ban đầu là một người tự do. Mặc dù là một người ủng hộ "Chủ nghĩa Tự do Mới" trong sự nghiệp chính trị đầu tiên của mình và là một "người đề xướng về cải cách xã hội xây dựng" trong chính phủ sau chiến tranh, [5] Mond đã trở thành một người bảo thủ năm 1926 sau khi rơi vào tay với Lloyd George về vụ tranh cãi của cựu Thủ tướng Kế hoạch quốc hữu hóa đất nông nghiệp.
Mond đã tạo ra một Baronet, Hartford Hill ở Great Budworth ở Hạt Chester, vào năm 1910 và đã được nhận vào Hội đồng Cơ mật năm 1913. Năm 1928, ông được thăng lên ngang hàng với tư cách là nam tước Melchett, thuộc Landford thuộc quận Southampton.